# كيموبروتوميات
الكيموبروتيوميات (أو البروتيوميات الكيميائية) هي مجموعة واسعة من التقنيات المستخدمة للتعرف على التفاعلات بين البروتينات والجزيئات الصغيرة ودراستها. تُعد الكيموبروتيوميات مكملة لاكتشاف الأدوية الظاهري، وهو نموذج يستهدف إيجاد مركبات رئيسية بناءً على تخفيف الظواهر المرضية، بخلاف اكتشاف الأدوية القائم على الأهداف (الصيدلة العكسية) حيث تُصمم المركبات للتفاعل مع أهداف حيوية محددة مسبقًا مرتبطة بالمرض. ونظرًا لأن تجارب اكتشاف الأدوية الظاهرية لا تقدم تأكيدًا على آلية التأثير الخاصة بالمركب، فإن الكيموبروتيوميات توفر استراتيجيات متابعة مهمة لتضييق نطاق الأهداف المحتملة وتأكيد آلية التأثير في النهاية. كما تسعى الكيموبروتيوميات لمعالجة التحدي المتمثل في تعدد الأهداف الدوائي من خلال تحليل التفاعلات بين البروتينات والجزيئات الصغيرة على مستوى البروتيوم الكامل. ومن الأهداف الرئيسية لهذا المجال توصيف التفاعلوم الخاص بمرشحات الأدوية لفهم آليات السمية خارج الهدف وتعدد الأهداف الدوائي.

## الخلفية

### السياق

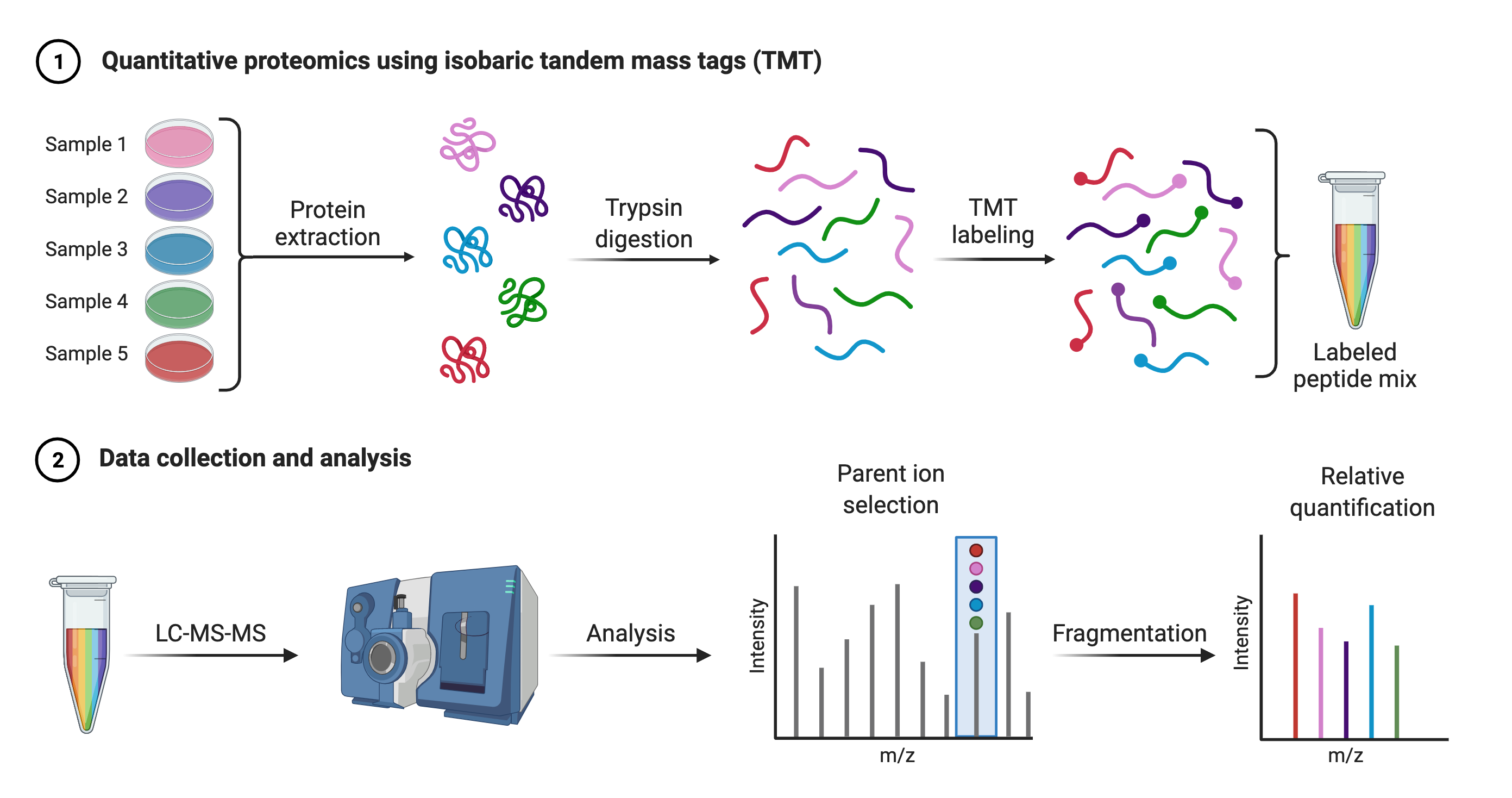
مثال على سير عمل البروتيوميات الكمية. تُستخلص البروتينات من عينات مختلفة ثم تهضم باستخدام تربسين. وتُوسم العينات بشكل منفصل باستخدام علامات كتلية مترادفة متساوية الكتلة، ثم تُدمج العينات الموسومة. يمكن التمييز بين مصدر كل ببتيد من خلال العلامة المرفقة به. تُكتشف الببتيدات الموسومة ثم تُجزأ باستخدام مطيافية الكتلة-كروماتوغرافيا السائل، وتُقدر كميًا بمقارنة كميات شظايا العلامات في كل طيف كتلي. الصورة معدلة من BioRender.com.

بعد إنجاز مشروع الجينوم البشري، نشأت آمال بظهور نموذج جديد لمعالجة الأمراض، إذ أُتيح ربط أمراض مميتة ومستعصية بجينات محددة، مما مهد لفهم أدوار منتجاتها البروتينية في المرض. استفاد اكتشاف الأدوية من نماذج التعطيل الجيني في الحيوانات لإظهار أثر غياب البروتينات، خصوصًا في تطور الأمراض، كما استخدم الكيميائيون الدوائيون الكيمياء الحاسوبية لتوليد مركبات ذات ألفة عالية تجاه البروتينات المسببة للأمراض. ومع ذلك، شهدت معدلات إقرار الأدوية من إدارة الغذاء والدواء تراجعًا خلال العقد الماضي. أحد أسباب فشل الأدوية المحتمل هو الفجوة بين مراحل الاكتشاف المبكر والمتأخر للأدوية. يركز الاكتشاف المبكر على التحقق الجيني من الهدف، مما يعد مؤشرًا قويًا للنجاح، إلا أن أنظمة التعطيل الجيني والفرط في التعبير تبقى مبسطة. وقد حسّنت أنظمة التعطيل/الإدخال الشرطية المكيفة مكانيًا وزمانيًا من مستوى التحليل داخل الجسم الحي، لكنها لا تزال غير كافية لمحاكاة الاتساع النظامي للعمل الدوائي بالكامل. فعلى سبيل المثال، تعمل الأدوية غالبًا من خلال آليات متعددة، وتحقق أفضل نتائجها عند تفاعلها جزئيًا مع الأهداف. تقدم أدوات الكيموبروتيوميات حلاً لجسر الفجوة بين الفهم الجيني للمرض والفهم الدوائي لعمل الدواء من خلال تحديد البروتينات العديدة المشاركة في النجاح العلاجي.[بحاجة لمصدر]

## الأدوات الأساسية
يعتمد صندوق أدوات الكيموبروتيوميات أساسًا على الكروماتوغرافيا السائلة المقرونة بمطيافية الكتلة الثنائية (LC-MS/MS أو LC-MS)، التي تتيح تحديدًا شبه كامل وتقديرًا كميًا نسبيًا للبروتيومات المعقدة في العينات البيولوجية. بالإضافة إلى التحليل البروتيومي، يمكن أيضًا الكشف عن التعديلات بعد الترجمة، مثل الفسفرة والارتباط بالسكريات والأسيلة ومؤخرًا يُوبيكويتين، والتي تعطي مؤشرات على الحالة الوظيفية للخلية. تُحلل غالبية الدراسات البروتيومية باستخدام مطياف كتل أوربيترب عالي الدقة وتُحضّر العينات وفق سير عمل عام. تتضمن الخطوات المعتادة تحلل الخلية، حيث تُستخرج البروتينات في محلول عازل مثبط يحتوي على أملاح كيميائية وعامل مختزل مثل ديثيوثريول، بالإضافة إلى عامل ألكلة مثل أيدوأسيتميد الذي يغطي مجموعات الثيول. تُحلل البروتينات إنزيميًا عادةً بإنزيم تربسين، ثم تُفصل عن باقي مكونات الخليط قبل التحليل بـ LC-MS/MS. ولتحقيق قياسات أدق، يمكن وسم العينات بعلامات كتلية مترادفة متساوية الكتلة (TMT)، وهي نوع من الرموز الشريطية الكيميائية التي تتيح تعدد الإرسال، ثم تُدمج العينات المتميزة.

### الأساليب القائمة على المحاليل
تندرج الأساليب القائمة على المحاليل ضمن إطار استخدام نظائر من الأدوية يمكنها تعديل البروتينات المستهدفة كيميائيًا في محلول، مما يؤدي إلى تمييزها بغرض التعرف عليها. من بين هذه الأساليب:

### التحليل البروتيومي القائم على النشاط
التحليل البروتيومي القائم على النشاط (ABPP) هو تقنية طُورت لرصد توفر المواقع النشطة في الإنزيمات لارتباطها بالليجندات الداخلية. تستخدم هذه التقنية مجسات كيميائية خاصة تدخل وترتبط تساهميًا بالموقع النشط للإنزيم، مما يدل على أن الإنزيم في حالة نشطة.
تُصمم هذه المجسات بثلاث وحدات أساسية: (1) جزء تفاعلي موجه نحو الموقع النشط، يُسمى "الرأس الحربي التساهمي"، (2) علامة كاشفة مثل بيوتين أو رودامين، و(3) سلسلة وصل تربط الجزئين بدون التأثير على نشاط المجس. يستخدم ABPP في التجارب التي تهدف إلى دراسة انتقائية الأدوية عبر قياس تنافس المجسات مع الأدوية المحتملة على المواقع النشطة للإنزيمات.
التثبيت (الأساليب القائمة على التثبيت)
تشمل أساليب الكيموبروتيوميات القائمة على التثبيت تقنيات متنوعة تعتمد على الميكروبيدات أو الكروماتوغرافيا التقاربية. في هذه الحالة، يُستخدم سطح صلب كداعم تثبيت لحمل الجزيء الطُعم، الذي يمكن أن يكون دواءً محتملاً عند البحث عن أهدافه، أو إنزيمًا مثبتًا عند اختبار الجزيئات الصغيرة. بعد التثبيت، يمكن فصل البروتين المستهدف أو هضمه مباشرة على الخرز، ثم تحليل الببتيدات الناتجة بـ LC-MS/MS.